# Chillogallo
Chillogallo ist ein Stadtteil von Quito und eine Parroquia urbana in der Verwaltungszone Quitumbe im Kanton Quito der ecuadorianischen Provinz Pichincha. Die Fläche beträgt etwa 12,9 km². Die Einwohnerzahl lag im Jahr 2019 bei 71.885.

## Lage
Die Parroquia Chillogallo liegt im Südwesten von Quito 9,4 km südwestlich vom Stadtzentrum auf einer Höhe von etwa 2890 m. Die Avenida Mariscal Sucre begrenzt das Areal im Osten. Im Nordwesten verläuft die Verwaltungsgrenze entlang einem 3400 m hohen Bergkamm.
Die Parroquia Chillogallo grenzt im Westen und im Nordwesten an die Parroquia rural Lloa, im Nordosten an die Parroquia La Mena, im Osten an die Parroquias Solanda und Quitumbe sowie im Süden an die Parroquia La Ecuatoriana.

## Barrios
In der Parroquia Chillogallo gibt es folgende Barrios:
- 23 de Mayo
- Buenaventura
- Chillogallo Central
- El Girón
- El Tránsito
- La Estancia
- La Libertad
- Las Cuadras
- Los Andes
- Quito Occidental
- San Gregorio
- San Luis
- Santa Marta
- Santa Rosa

## Infrastruktur
In der Parroquia gibt es die 2002 gegründete Bildungseinrichtung Academia Aeronáutica Mayor Pedro Traversari.